# Bitwa pod Maserfield
Bitwa pod Maserfield (walijskie: Maes Cogwy) – starcie zbrojne, które miało miejsce 5 sierpnia 642 r. pomiędzy królem Oswaldem z Nortumbrii a władcą Mercji Pendą, prawdopodobnie pod Oswestry. Starcie zakończyło się zwycięstwem Pendy i śmiercią króla Oswalda. 
Po śmierci wuja Oswalda - Edwina w trakcie bitwy pod Hatfield Chase w roku 633, doszło do napięć pomiędzy Nortumbrią i Mercją. Krótko potem w roku 634 król Oswald pokonał Walijczyków dowodzonych przez Cadwallona ap Cadfana w bitwie pod Heavenfield, wzmacniając swoją władzę w Brytanii. Przeciwko władzy Oswalda opowiedział się król Mercji Penda. Agresywna polityka Oswalda miała doprowadzić w szybkim czasie do konfliktu zbrojnego. Do decydującej bitwy doszło pod Maserfield (rejon Oswestry), gdzie władca Nortumbrii poniósł klęskę i poległ na placu boju. W opisie Bedy, Oswald widząc porażkę swoich wojsk miał przed śmiercią rozpocząć modlitwę o dusze zmarłych rycerzy. Po śmierci głowę i pozostałe części ciała króla nadziano na lance. Dopiero w następnym roku brat i następca królewski Oswiu, zebrał szczątki królewskie, które powróciły do Nortumbrii. W następstwie bitwy, w południowej części Nortumbrii (Deira) wybrano nowego króla Oswina, natomiast na północy królestwa władzę objął brat Oswalda - Oswiu. Klęska pod Maserfield osłabiła wyraźnie pozycję Nortumbrii w Brytanii aż do momentu bitwy pod Winwaed w roku 655. 